# Зидан, Тео
Те́о Зида́н Ферна́ндес (фр. Théo Zidane Fernández; родился 18 мая 2002) — французский футболист, полузащитник клуба «Кордова». Сын футболиста и тренера Зинедина Зидана.

## Клубная карьера
Зидан — воспитанник футбольного клуба «Канильяс». В 2010 году перешёл в молодёжную академию «Реал Мадрида». В сентябре 2020 года он дебютировал в составе «Реал Мадрид Кастилья». Он начал тренироваться с основной командой «Реал Мадрида» в феврале 2021 года, когда его отец был тренером клуба.
11 июля 2024 года Зидан подписал двухлетний контракт с испанским клубом «Кордова», выступающим в Сегунде. 16 августа 2024 года дебютировал за клуб выйдя в основном составе «Кордовы» в матче против «Мирандеса».
30 октября 2024 года состоялся дебют на Кубке Испании в первом раунде, в матче против клуба «Олот». Зидан вышел на поле на 70-й минуте, а встреча завершилась серией пенальти со счётом 5:4 в пользу соперника.

## Карьера в сборной
Зидан — игрок молодёжной сборной Франции, выступавший за сборную Франции до 16 лет, до 17 лет и до 20 лет. Он выступал за сборную Франции до 17 лет на чемпионате Европы по футболу среди юношей до 17 лет в 2019 году.

## Личная жизнь
Третий сын бывшего французского футболиста Зинедина Зидана. У него есть три брата, Энцо, Лука и Эльяс, которые также являются профессиональными футболистами.